# Follonica
Follonica és un municipi italià, situat a la regió de la Toscana i a la província de Grosseto. L'any 2012 tenia 21.955 habitants.
Limita amb els municipis de Massa Marittima, Piombino, Scarlino i Suvereto.
Pertany al municipi la frazione de Prato Ranieri.

## Galeria

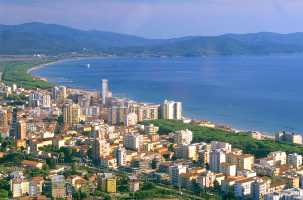
Vista del municipi
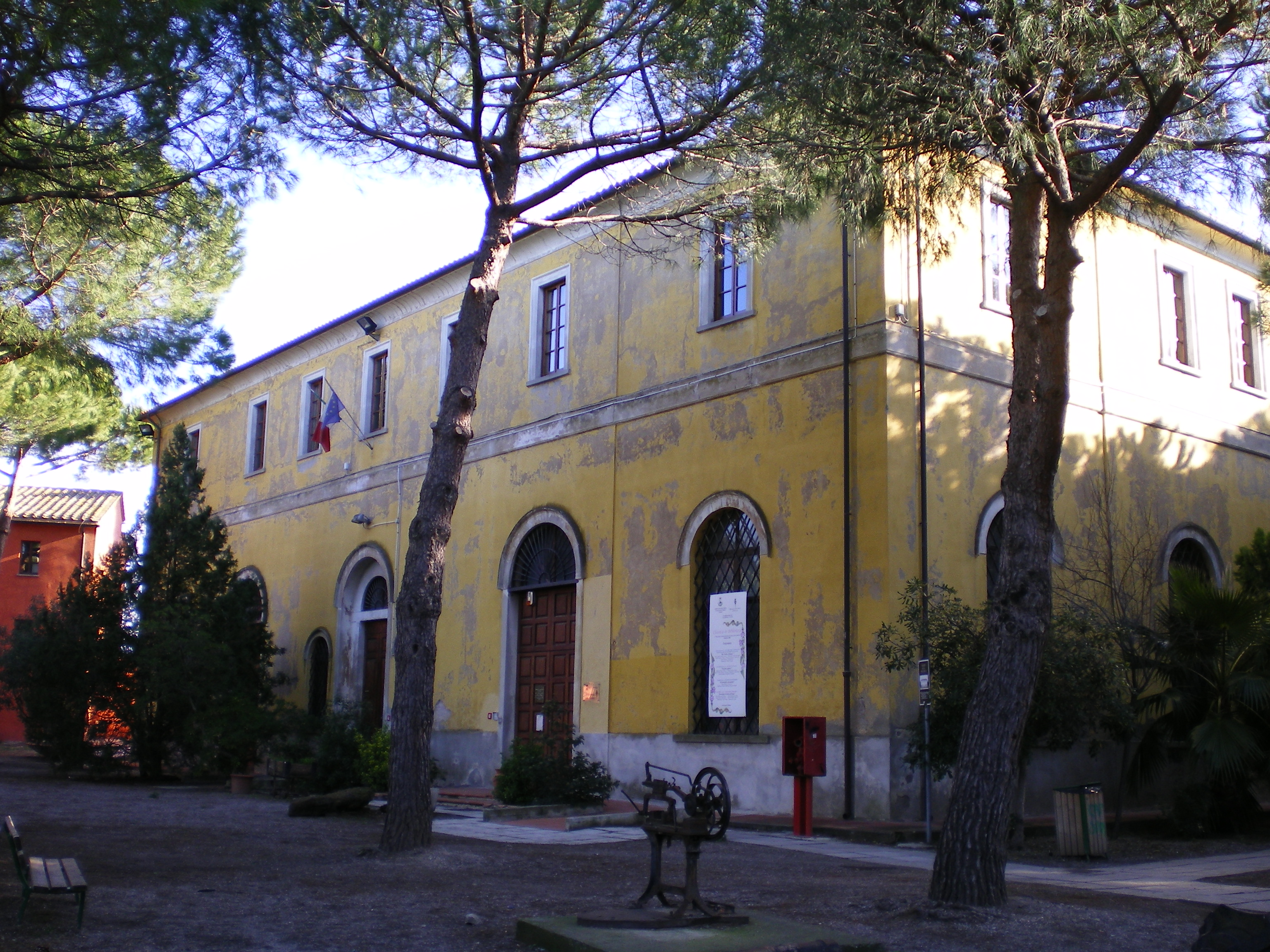
Biblioteca municipal
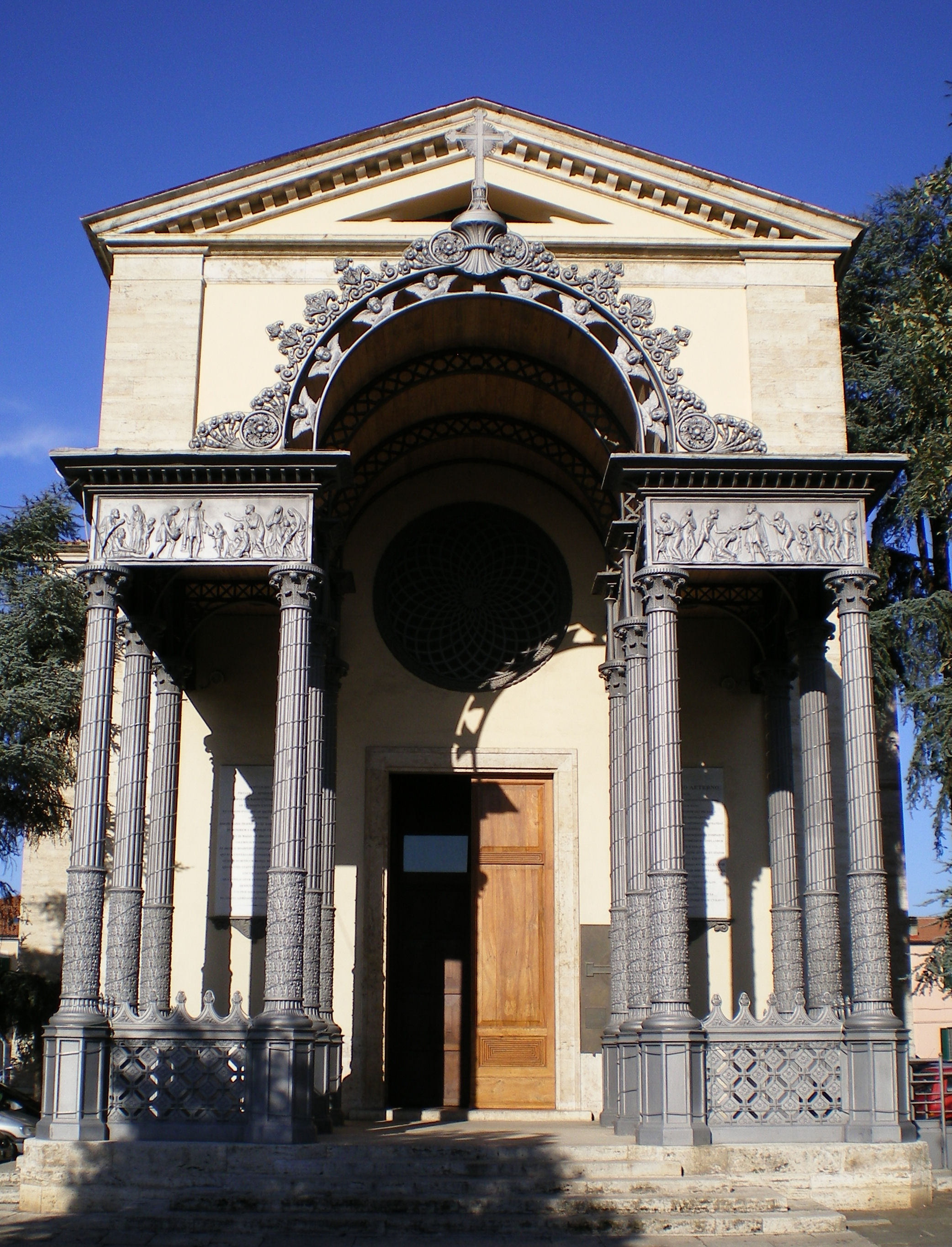
Església de S.Leopold
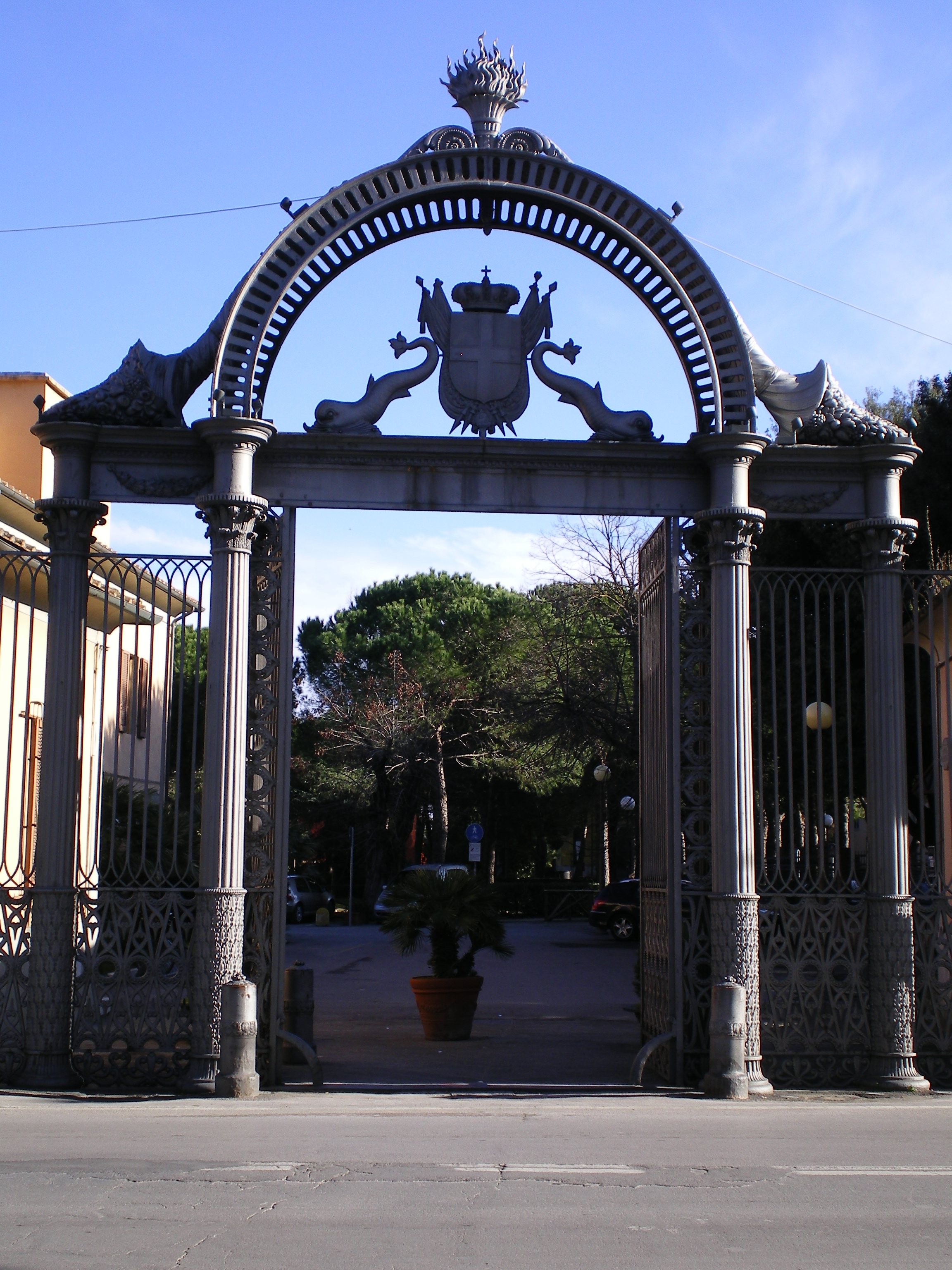
Cancello de la Ghisa
Localització del municipi de Follonica dins de la província de Grosseto